# Ingrid Dessau
Ingrid Dessau, född Peterson 3 mars 1923 i Svalöv, död 15 juni 2000, var en svensk textilkonstnär. 

## Verksamhet
Ingrid Dessau var dotter till disponenten Victor Peterson och Anna-Stina Wallman, och brorsdotter till Rudolf Petersson. Hon var 1949–1954 gift med direktören Kaj Dessau (1897–1987), grundaren av Illums Bolighus. Dessau utbildade sig vid Tekniska skolan i Stockholm och inledde sin yrkesbana vid Kristianstads läns hemslöjd där hennes arbete innebar att dokumentera länets textilier genom akvarellmålningar. Hon utformade även mönster till mattor såsom ryor.
Dessaus konstnärliga genombrott skedde 1953 genom en gemensam utställning med Signe Persson-Melin på Galerie Moderne i Stockholm. Efter detta följde en anställning vid företaget Kasthall där hon blev förste designer. Hon skapade även design åt Kinnasand i Kinna och Hitex. 1991 fick hon uppdraget genom Klässbols linneväveri att formge bordduken och servetterna för Nobelmiddagen, som det året firade 90-årsjubileum.
2008 arrangerades en retrospektiv utställning, som ett samarbete mellan Designarkivet och Textilmuseet i Borås, vid namn Till det enkla – Ingrid Dessau textildesigner. Designarkivet innehar en omfattande samling av både textilier och skisser från Ingrid Dessaus yrkesliv. Dessau finns representerad vid Nationalmuseum i Stockholm.

## Priser och utmärkelser
- 1948–49 – Svenska Slöjdföreningens stipendiat; studier i Amerika och Mexiko[5]
- 1955 – Lunningpriset[11]
- 1965 – Statens Konstnärsstipendium[5]
- 1990 – Prins Eugen-medaljen[12]
- 1998 – professors namn[13]